# Cartallum martini
Cartallum martini är en skalbaggsart som beskrevs av Gianfranco Sama 1990. Cartallum martini ingår i släktet Cartallum och familjen långhorningar. Inga underarter finns listade.